# 浜谷直人
浜谷 直人（はまたに なおと、1953年 - ）は、日本の教育心理学者。元首都大学東京教授。

## 来歴
富山県生まれ。東京大学大学院教育学研究科教育心理学専門課程（博士課程）単位取得退学。帝京大学教職課程助教授、東京都立大学 (1949-2011)助教授を経て現職。
主な研究分野は乳幼児期から思春期頃までの、発達に困難をかかえた子どもに関する発達臨床を実践・研究。とくに、発達障害児（高機能広汎性発達障害児やADHD）やマルトリートメント児（虐待・ネグレクトなど）を、保育園・幼稚園・学校・学童保育でいかに育てるかについて研究し、保育者、教師、指導員を支援する発達臨床コンサルテーション（巡回相談）の実践と理論化に取り組んでいる。

## 業績
- 『困難をかかえた子どもを育てる：子どもの発達の支援と保育のあり方』

- 『保育を支援する発達臨床コンサルテーション』

　ミネルヴァ書房（2002 共編著）
- 『心理科学への招待：人間発達における時間とコミュニケーション』

- 「中学校障害児学級への発達臨床コンサルテーションによる支援」
- 「軽度発達障害児の巡回相談と特別支援教育」
- 「軽度発達障害児を励まして保育する」
- 「統合保育における障害児の参加状態のアセスメント」

など

## 所属学会
- 教育心理学会
- 発達心理学会
- 保育学会
- 特殊教育学会
- 心理臨床学会
- 自閉症スペクトラム学会

など